# Ripple (Kent)
Pour les articles homonymes, voir Ripple.
Ripple est une paroisse civile et un village du Kent, en Angleterre.